# Mathematics Genealogy Project
Il Mathematics Genealogy Project è un progetto volto all'organizzazione sul Web delle informazioni concernenti un insieme il più possibile esteso di persone che hanno ricevuto un dottorato in matematica o un titolo analogo. Per ciascuna persona si raccolgono le informazioni riguardanti il suo nome, l'indicazione dell'università che ha rilasciato il titolo, l'anno di conferimento, il titolo della dissertazione e i nomi dei relatori. La relazione fra maestri e allievi viene considerata una specie di relazione parentale e questo giustifica il termine genealogia. Con i collegamenti relatore-dottorato o relatore-laureato (in Italia il dottorato di ricerca fu introdotto a partire dal 1980) o con collegamenti meno formali che si possono stabilire per i tempi più antichi (ad esempio Lagrange viene considerato allievo di Eulero) si riescono a delineare filoni nella storia delle idee della matematica.
Nel giugno 2011 il progetto registra 150 000 persone; ne risulta per es. che Carl Friedrich Gauss (1777–1855) ha più di 54 000 "discendenti matematici" e Luca Pacioli (1445–1517) perfino più di 84 000: nella sua linea si trovano Niccolò Copernico (1473–1543), Gottfried Wilhelm von Leibniz (1646–1716), Giacomo Bernoulli (1655–1705) e Leonardo Eulero (1707–1783). Un'altra linea interessante parte da Niccolò Tartaglia, autodidatta, continua con Ricci, Galilei, Castelli, Viviani, Barrow, Newton, Cotes e arriva più tardi a Cayley, Stokes, Maxwell, Rayleigh, Rutherford, Appleton, Langevin, Geiger, Hartree. Viceversa la maggior parte dei matematici contemporanei può essere ricondotta a pochi capostipiti.
Il progetto è nato ad opera di Harry B. Coonce, il quale inizialmente desiderava conoscere il nome del supervisore del proprio supervisore. Coonce, al tempo dell'avvio del Progetto, era Professore di Matematica alla Minnesota State University, in Mankato, ed il sito del Progetto è stato messo online nell'autunno del 1997. Nell'autunno del 2002, due anni dopo il pensionamento di Coonce, l'Università del Minnesota ha deciso di non ospitare più il sito del Progetto, che da allora è ospitato dal dipartimento di matematica della North Dakota State University, Fargo, Dakota del Nord, USA. Attualmente sono a capo del Progetto Harry B. Coonce (managing director), Susan M. Schilling (associate director) e Mitchel T. Keller (assistant director). L'iniziativa viene considerata un utile supporto all'organizzazione e alla registrazione delle conoscenze concernenti la storia della matematica, e le sue pagine vengono ampiamente linkate. Il Progetto si avvale di donazioni, dal 2003 opera sotto gli auspici della American Mathematical Society e nel 2005 ha ricevuto fondi dal Clay Mathematics Institute.